# Gran Premi d'Alemanya del 2016
El Gran Premi d'Alemanya de Fórmula 1 de la temporada 2016 va ésser disputat al Circuit de Hockenheim, del 29 al 31 de juliol del 2016.

## Resultats de la qualificació
| Pos                  | No | Pilot             | Constructor               | Part 1   | Part 2   | Part 3   | Sortida |
| -------------------- | -- | ----------------- | ------------------------- | -------- | -------- | -------- | ------- |
| 1                    | 6  | Nico Rosberg      | Mercedes                  | 1:15.485 | 1:14.839 | 1:14.363 | 1       |
| 2                    | 44 | Lewis Hamilton    | Mercedes                  | 1:15.243 | 1:14.748 | 1:14.470 | 2       |
| 3                    | 3  | Daniel Ricciardo  | Red Bull Racing-TAG Heuer | 1:15.591 | 1:15.545 | 1:14.726 | 3       |
| 4                    | 33 | Max Verstappen    | Red Bull Racing-TAG Heuer | 1:15.875 | 1:15.124 | 1:14.834 | 4       |
| 5                    | 7  | Kimi Räikkönen    | Ferrari                   | 1:15.752 | 1:15.242 | 1:15.142 | 5       |
| 6                    | 5  | Sebastian Vettel  | Ferrari                   | 1:15.927 | 1:15.630 | 1:15.315 | 6       |
| 7                    | 27 | Nico Hülkenberg   | Force India-Mercedes      | 1:16.301 | 1:15.623 | 1:15.510 | 81      |
| 8                    | 77 | Valtteri Bottas   | Williams-Mercedes         | 1:15.952 | 1:15.490 | 1:15.530 | 7       |
| 9                    | 11 | Sergio Pérez      | Force India-Mercedes      | 1.16.169 | 1:15.500 | 1:15.537 | 9       |
| 10                   | 19 | Felipe Massa      | Williams-Mercedes         | 1:16.503 | 1:15.699 | 1:15.615 | 10      |
| 11                   | 21 | Esteban Gutiérrez | Haas-Ferrari              | 1:15.987 | 1:15.883 |          | 11      |
| 12                   | 22 | Jenson Button     | McLaren-Honda             | 1:16.172 | 1:15.909 |          | 12      |
| 13                   | 55 | Carlos Sainz, Jr. | Toro Rosso-Ferrari        | 1:16.317 | 1:15.989 |          | 152     |
| 14                   | 14 | Fernando Alonso   | McLaren-Honda             | 1:16.338 | 1:16.041 |          | 13      |
| 15                   | 8  | Romain Grosjean   | Haas-Ferrari              | 1:16.328 | 1:16.086 |          | 203     |
| 16                   | 30 | Jolyon Palmer     | Renault                   | 1:16.636 | 1:16.665 |          | 14      |
| 17                   | 20 | Kevin Magnussen   | Renault                   | 1:16.716 |          |          | 16      |
| 18                   | 94 | Pascal Wehrlein   | MRT-Mercedes              | 1:16.717 |          |          | 17      |
| 19                   | 26 | Daniil Kvyat      | Toro Rosso-Ferrari        | 1:16.876 |          |          | 18      |
| 20                   | 88 | Rio Haryanto      | MRT-Mercedes              | 1:16.977 |          |          | 19      |
| 21                   | 12 | Felipe Nasr       | Sauber-Ferrari            | 1:17.123 |          |          | 21      |
| 22                   | 9  | Marcus Ericsson   | Sauber-Ferrari            | 1:17.238 |          |          | 22      |
| 107% temps: 1:20.114 |    |                   |                           |          |          |          |         |
| Font:                |    |                   |                           |          |          |          |         |

Notes:
- ^1  — Nico Hülkenberg fou penalitzat amb una posició a la graella de sortida per un ús incorrecte dels pneumàtics a la qualificació.[2][3]
- ^2  — Carlos Sainz, Jr. fou penalitzat amb 3 posicions a la graella per destorbar Felipe Massa durant la qualificació.[3]
- ^3  — Romain Grosjean fou penalitzat amb 5 posicions a la graella de sortida per substituir la caixa de canvi[3]

## Resultats de la Cursa
| Pos   | No | Pilot             | Constructor               | Voltes | Temps / Retirada | Pos.Sortida | Punts |
| ----- | -- | ----------------- | ------------------------- | ------ | ---------------- | ----------- | ----- |
| 1     | 44 | Lewis Hamilton    | Mercedes                  | 67     | 1h:30:44.200     | 2           | 25    |
| 2     | 3  | Daniel Ricciardo  | Red Bull Racing-TAG Heuer | 67     | +6.996 s         | 3           | 18    |
| 3     | 33 | Max Verstappen    | Red Bull Racing-TAG Heuer | 67     | +13.413 s        | 4           | 15    |
| 4     | 6  | Nico Rosberg      | Mercedes                  | 67     | +15.845 s        | 1           | 12    |
| 5     | 5  | Sebastian Vettel  | Ferrari                   | 67     | +32.570 s        | 6           | 10    |
| 6     | 7  | Kimi Räikkönen    | Ferrari                   | 67     | +37.023 s        | 5           | 8     |
| 7     | 27 | Nico Hülkenberg   | Force India-Mercedes      | 67     | +70.049 aeg.     | 8           | 6     |
| 8     | 22 | Jenson Button     | McLaren-Honda             | 66     | +1 Volta         | 12          | 4     |
| 9     | 77 | Valtteri Bottas   | Williams-Mercedes         | 66     | +1 Volta         | 7           | 2     |
| 10    | 11 | Sergio Pérez      | Force India-Mercedes      | 66     | +1 Volta         | 9           | 1     |
| 11    | 21 | Esteban Gutiérrez | Haas-Ferrari              | 66     | +1 Volta         | 11          |       |
| 12    | 14 | Fernando Alonso   | McLaren-Honda             | 66     | +1 Volta         | 13          |       |
| 13    | 8  | Romain Grosjean   | Haas-Ferrari              | 66     | +1 Volta         | 20          |       |
| 14    | 55 | Carlos Sainz Jr.  | Toro Rosso-Ferrari        | 66     | +1 Volta         | 15          |       |
| 15    | 26 | Daniil Kvyat      | Toro Rosso-Ferrari        | 66     | +1 Volta         | 18          |       |
| 16    | 20 | Kevin Magnussen   | Renault                   | 66     | +1 Volta         | 16          |       |
| 17    | 94 | Pascal Wehrlein   | MRT-Mercedes              | 65     | +2 Voltes        | 17          |       |
| 18    | 9  | Marcus Ericsson   | Sauber-Ferrari            | 65     | +2 Voltes        | 22          |       |
| 19    | 30 | Jolyon Palmer     | Renault                   | 65     | +2 Voltes        | 14          |       |
| 20    | 88 | Rio Haryanto      | MRT-Mercedes              | 65     | +2 Voltes        | 19          |       |
| Ret   | 12 | Felipe Nasr       | Sauber-Ferrari            | 57     | Motor            | 21          |       |
| Ret   | 19 | Felipe Massa      | Williams-Mercedes         | 36     | Suspensions      | 10          |       |
| Font: |    |                   |                           |        |                  |             |       |

Notes